# كريستين فين (ممثلة)
كريستين فين (بالإنجليزية: Christine Finn)‏ ممثلة هندية (وحملت سابقًا جنسية الراج البريطاني)؛ ولدت في 1929، وتوفيت في 5 ديسمبر 2007 بغلدفورد في المملكة المتحدة.

## أعمال

### أفلام
- (1968) طائر الرعد 6

## وصلات خارجية
- كريستين فين على موقع IMDb (الإنجليزية)
- كريستين فين على موقع قاعدة بيانات الفيلم (الإنجليزية)